# Tanytarsus halophilae
Tanytarsus halophilae är en tvåvingeart som beskrevs av Edwards 1926. Tanytarsus halophilae ingår i släktet Tanytarsus och familjen fjädermyggor. Inga underarter finns listade i Catalogue of Life.